# Elizabethkingia
Elizabethkingia ist eine Gattung von Bakterien. Verschiedene Stämme von Elizabethkingia sind opportunistische Krankheitserreger von Menschen und verschiedenen Tieren. Bestimmte Stämme sind der Erreger einer ansteckenden Krankheit bei Zuchtfröschen und Elizabethkingia meningoseptica kann Hirnhautentzündungen (Meningitis) beim Menschen hervorrufen. Die Arten sind resistent gegen eine Vielzahl von Antibiotika.

## Merkmale
Die Zellen sind stäbchenförmig mit abgerundeten Enden und typischerweise 0,5 μm breit und variabel in der Länge. Sie bilden oft Filamente. Endosporen werden nicht gebildet.
Die Arten sind nicht beweglich, Flagellen sind nicht vorhanden, auch eine gleitende Bewegung (gliding motility) wurde nicht beobachtet. Diese Art der Bewegung kommt sonst häufig bei verwandten Gattungen vor.
Die Kolonien sind typischerweise nicht pigmentiert oder schwach gelb pigmentiert, kreisförmig, konvex, glatt und glänzend, mit ganzen Rändern und bis zu 2 mm im Durchmesser.
Es wird ein starker aromatischer Geruch erzeugt.

## Stoffwechsel und Wachstum
Die Arten sind obligat aerob, also auf Sauerstoff angewiesen. Der Stoffwechsel ist die Atmung mit Sauerstoff als terminalem Elektronenakzeptor, wie es auch bei den höheren Organismen der Fall ist. Eine Photosynthese wurde nicht beobachtet, der Stoffwechsel ist chemoorganotroph. Wachstum erfolgt in der Regel bei 22–37 °C. Die Enzyme Katalase, Phosphatase und β-Galactosidase sind bei den meisten Stämmen vorhanden. Der Oxidase-Test verläuft bei der großen Mehrheit der Stämme positiv. Menachinon 6 ist das wichtigste respiratorische Chinon.
Der Gram-Test fällt negativ aus.

## Systematik
Elizabethkingia gehört zur Familie der Weeksellaceae und somit zum Phylum der Bacteroidetes. Andere zu der Familie Weeksellaceae zählende Gattungen sind z. B. Chryseobacterium, Riemerella, Cloacibacterium und Weeksella. Diese Gattungen wurden früher zur Familie der Flavobacteriaceae gezählt, wurden aber 2019 neu klassifiziert und zu Weeksellaceae gestellt. Elizabethkingia teilt eine Reihe signifikanter Merkmale mit anderen Weeksellaceae-Gattungen, wie z. B. Halophilie (hohe Salzwerte tolerierend), Psychrophilie („kälteliebend“) und das Fehlen einer gleitenden Motilität („gliding motility“).
Die Typusart Elizabethkingia meningoseptica wurde 1959 entdeckt und zu dem Zeitpunkt noch der Gattung noch Flavobacterium zugeordnet (als Flavobacterium meningosepticum). Weitere Untersuchungen führten dazu, dass Flavobacterium meningosepticum 1994 zu der neu aufgestellten Gattung Chryseobacterium als Chryseobacterium meningosepticum gestellt wurde. Nach weiteren phylogenetischen Untersuchungen wurde erkannt, dass Chryseobacterium meningosepticum nur entfernt mit den anderen Chryseobacterium-Arten verwandt ist. Mit der folgenden Beschreibung weiterer Chryseobacterium-Arten wurde immer deutlicher, dass Chryseobacterium meningosepticum und auch die Art Chryseobacterium miricola nicht gut in die Gattung Chryseobacterium passten, so dass im Jahr 2005 die Gattung Elizabethkingia geschaffen wurde.
Der Gattungsname Elizabethkingia wurde zu Ehren der US-amerikanischen Bakteriologin Elizabeth O. King gewählt.
Es folgt eine Liste einiger Arten:
- Elizabethkingia anophelis Kämpfer et al. 2011
- Elizabethkingia argenteiflava Hwang et al. 2021
- Elizabethkingia bruuniana Nicholson et al. 2019
- Elizabethkingia meningoseptica (King 1959) Kim et al. 2005
- Elizabethkingia miricola (Li et al. 2004) Kim et al. 2005
- Elizabethkingia occulta Nicholson et al. 2019
- Elizabethkingia ursingii Nicholson et al. 2019

## Pathogenität

### Infektionen
Die Arten dieser Gattung sind von Natur aus resistent gegen viele Antibiotika. So sind Elizabethkingia-Stämme von Natur aus resistent gegen Polymyxine, Aminoglykoside (z. B. Gentamicin und Streptomycin), Chloramphenicol und die meisten β-Laktam-Antibiotika, einschließlich Penicillin und Ampicillin.
Die früher zu den Chryseobacteria gestellte Arten Elizabethkingia meningoseptica, E. anophelis und E. miricola sind opportunistische Krankheitserreger des Menschen. Da Elizabethkingia meningoseptica und E. anophelis phänotypisch schwer zu unterscheiden sind, ist es möglich, dass viele Ausbrüche, die E. meningoseptinca zugeschrieben werden, stattdessen auf E. anophelis zurückzuführen sind. Unter den früheren und heutigen Chryseobacterium-Arten gilt E. meningoseptica als die wichtigste Art, die bei Infektionen des Menschen gefunden wird. Sie kann Meningitis bei Neugeborenen hervorrufen. Bei immungeschwächten Patienten können Sepsis und Pneumonie auftreten. Die Art Elisabethkingia miricola wurde u. a. als Ursache von Sepsis und Harnwegsinfektionen beschrieben. Lebensbedrohliche Infektionen durch E. anophelis wurden u. a. in Afrika, Singapur, Hongkong, den USA und Taiwan beschrieben.
Arten von Elizabethkingia können auch bei Tieren pathogen wirken. Stämme von Elizabethkingia-Arten können z. B. Vögel infizieren. So können u. a. Perikarditis oder Gelenkinfektionen bei Hühnern und Leberinfektionen bei Zebrafinken auftreten.  Bestimmte Stämme sind Erreger einer ansteckenden Krankheit bei Zuchtfröschen wie dem Nordamerikanischen Ochsenfrosch. Stämme von Elizabethkingia können auch pathogen bei Fischen auftreten, so wurden infizierte Koi-Karpfen (Cyprinus carpio), Schlangenfische (Erpetoichthys calabaricus) und Zwergfadenfische (Colisia lalia) beobachtet. Alle Fische litten an hämorrhagischer Septikämie, die Karpfen zeigten auch Hautläsionen.

## Ökologie
Stämme von Elizabethkingia wurden z. B. im Boden, in Flusswasser und in Wasserreservoirs gefunden. Die meisten Arten tolerieren hohen Salzgehalt (halotolerant) und können bei relativ niedrigen Temperaturen (psychrophil) wachsen. In Krankenhäusern stammen Funde u. a. aus Beatmungsgeräten, Kathetern, Waschbecken und Leitungswasser. Der Typstamm von E. miricola wurde aus dem Kondensationswasser der Raumstation Mir gewonnen (Li et al., 2003). Ein Elizabethkingia-Stamm wurde im Wasser eines Beckens mit abgebrannten Brennelementen eines Kernkraftwerkes gefunden.
Elizabethkingia-Isolate wurde auch bei Insekten und Pferden gefunden. E. anophelis wurde erstmals aus der  Malariamücke Anopheles gambiae isoliert und wurde anschließend auch in Anopheles stephensi und Anopheles sinensis gefunden. Nicht identifizierte Elizabethkingia-Stämme wurden auch von holzfressenden Termiten und Stechmücken der Gattung Culicoidea isoliert.